# Hayato Mine
Hayato Mine (峯 勇斗 Mine Hayato?), född 31 augusti 1992 i Chiba prefektur, är en japansk fotbollsspelare.
Mine började sin karriär 2014 i Blaublitz Akita. Han spelade 53 ligamatcher för klubben. 2016 flyttade han till Fujieda MYFC.